# Chaînon Snake
Le chaînon Snake, en anglais Snake Range, est une chaîne de montagne située au Nevada (États-Unis). Son point culminant est le pic Wheeler (3 982 m).

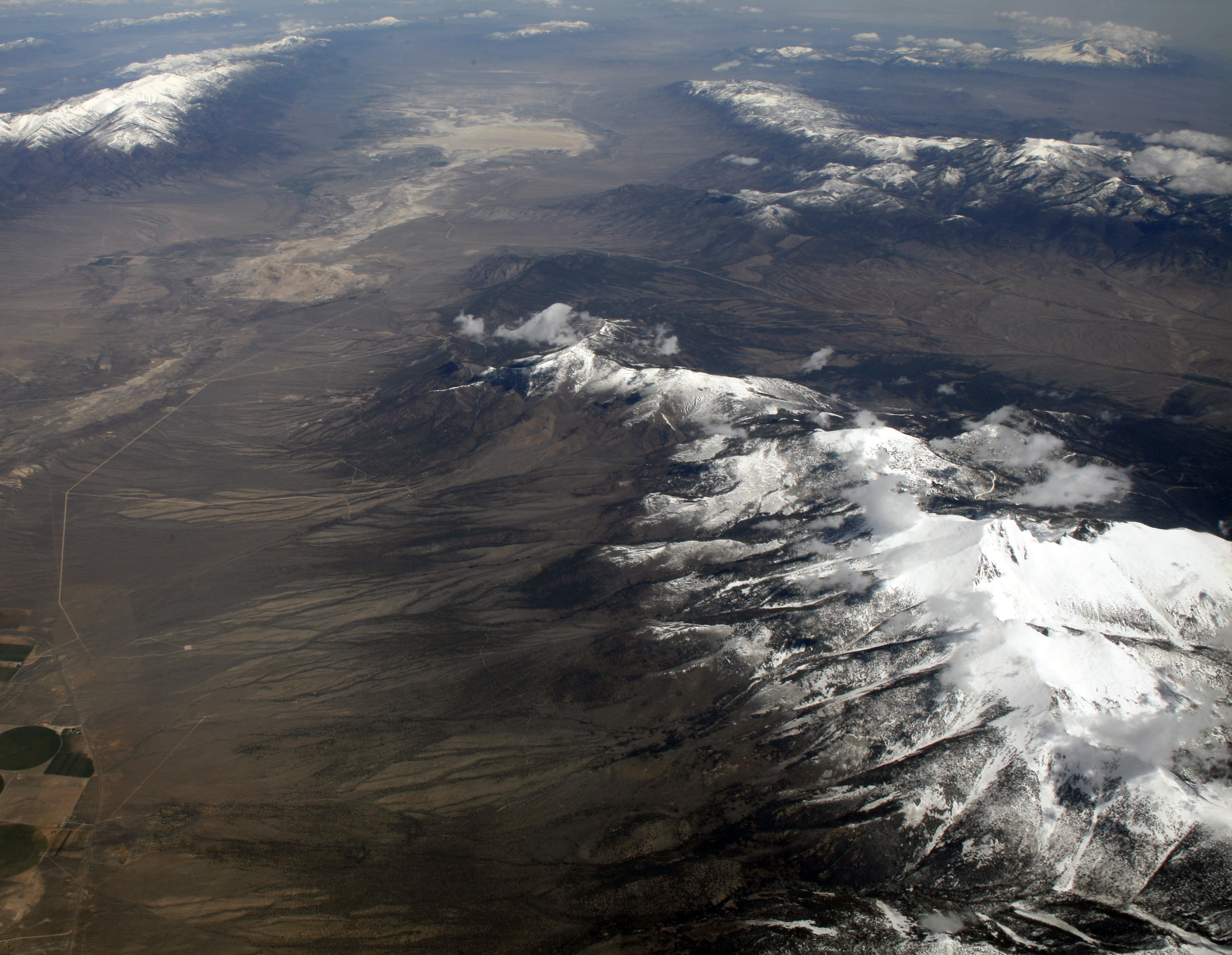
Vue aérienne du chaînon Snake avec, en haut à gauche, le chaînon Schell Creek.